# Estahits '09
Estahits '09 è una compilation che è stata pubblicata il 21 agosto 2009 con l'etichetta Edel; è una compilation divisa in due cd da 14 brani ognuno.
La compilation debutta alla posizione 29 della classifica FIMI, per poi raggiungere la settimana successiva la posizione più alta che ha occupato: la 19°.

## Tracce

### CD 1
1. Pitbull - I Know You Want Me (Calle Ocho) – 4:06
2. Bob Sinclar feat. Master Gee & Wonder Mike - LaLa Song – 3:16
3. Zero Assoluto - Per dimenticare – 3:33
4. Tband - Con Te Partirò – 3:07
5. Shaggy Feat. Gary Nesta Pine - Fly High – 3:30
6. Agnes - Release Me – 4:12
7. Juliette Jolie - Moi Et Toi – 2:59
8. David Tavare feat. 2 Eivissa - Hot Summer Night – 3:05
9. Mitch & Squalo - E Vado Al Mare – 3:11
10. Bloom 06 - Beats And Sweat – 5:16
11. Javi Mula - Come On – 3:30
12. Alexia feat. Bloom 06 - We Is The Power – 3:42
13. Incognito - Step Aside – 6:12
14. The Prodigy - Warrior's Dance – 3:29

### CD 2
1. Moby - Mistake – 3:47
2. Dolores O'Riordan - The Journey – 3:51
3. Secondhand Serenade - Fall for you – 3:03
4. Sagi Rei - L'amour toujours – 5:47
5. Jem - It's Amazing – 4:02
6. Claudia Gerini - Paradise - 2:56
7. Noemi - Briciole – 3:46
8. Simply Red - Go Now – 3:52
9. Michelle Lily Feat. Mondo Marcio - Summer Love – 3:45
10. Matt Bianco - Hi-Fi bossa nova – 4:23
11. Tony Maiello - Ama calma – 3:08
12. Nate James - Ain't no stoppin' us now – 5:13
13. Leona Lewis feat. Robert Allen - Private party – 4:24
14. Daniele Battaglia - Parole impreviste – 3:37

## Classifica italiana
| Classifica | Posizione più alta |
| ---------- | ------------------ |
| FIMI       | 19                 |

## Successo commerciale
La compilation debutta alla 29ª posizione nella classifica italiana, sale poi fino alla 19ª posizione. La compilation dopo circa un mese esce dalla top 30.